# 新萊諾克斯鎮區 (伊利諾伊州威爾縣)
新萊諾克斯鎮區（英語：New Lenox Township）是位於美國伊利諾伊州威爾縣的一個行政鎮區。

## 地方資料
根據2010年美國人口普查的數據，新萊諾克斯鎮區的面積為93.10平方千米，當中陸地面積為92.90平方千米，而水域面積為0.20平方千米。當地共有人口42172人，而人口密度為每平方千米452.98人。